# Kambodzsa zászlaja
Kambodzsa zászlaja az ország 1948-as függetlenné válása óta a hetedik nemzeti lobogó. Egy kivételével az összes a 12. században épült Angkorvat képét idézte, amely a világ egyik legnagyobb szentélye.

## Történelmi zászlók
| Kép | Év                  | Megjegyzés                     |
| --- | ------------------- | ------------------------------ |
|     | 1863-1948           | Francia gyarmati időszak alatt |
|     | 1942-1945           | A japán megszállás alatt       |
|     | 1948-1970, 1993 óta | Kambodzsai Királyság zászlaja  |
|     | 1970-1975           | A Khmer Köztársaság zászlaja.  |
|     | 1975-1979           | Demokratikus Kambodzsa         |
|     | 1979-1989           | Kambodzsai Népköztársaság      |
|     | 1989-1991           | A Kambodzsai Állam zászlaja    |
|     | 1992-1993           | UNTAC alatt használt zászló    |
|     | 1993 óta            | jelenlegi zászló               |